# 笹月健彦

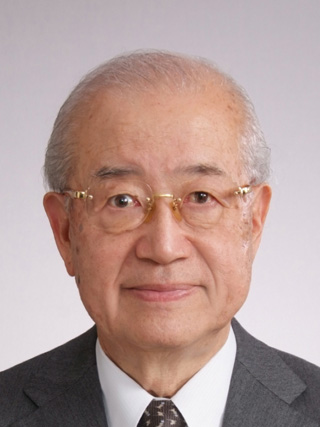
日本学士院より公表された肖像

笹月 健彦（ささづき たけひこ、1940年4月21日 - 2023年2月1日）は、日本の医学者。九州大学名誉教授・高等研究院特別主幹教授、国立国際医療センター名誉総長。遺伝子学・免疫学専攻。

## 経歴
1959年福岡県立修猷館高等学校卒業。1965年九州大学医学部医学科卒業。1年間のインターンの後、東京医科歯科大学大学院医学研究科内科専攻に進学。1970年3月に博士課程を修了した。学位論文のタイトルは「Immunochemical and physicochemical properties of haptoglobin, antihemoglobin antibody and their complexes with hemoglobin（ハプトグロビンおよび抗ヘモグロビン抗体の免疫化学的ならびに物理化学的性状）」。
1970年より東京医科歯科大学遺伝病研究施設の助手を務めた後、1973年から米国スタンフォード大学のResearch Associateとなった。帰国後の1976年から東京医科歯科大学難治疾患研究所助教授、1977年から同教授となる。1984年から九州大学生体防御医学研究所 教授、1990年からは同研究所長を併任した。2001年から国立国際医療センター研究所長、2004年からは同センター総長となり、2008年3月の退任まで務めた。2009年からは、九州大学高等研究院（ノーベル賞級の高い業績を挙げた定年退職後の研究者と優れた若手研究者を支援するための学内組織）特別主幹教授に就任し、生涯その職にあった。2017年春の叙勲で瑞宝重光章受章。2019年、日本学士院会員に就任。
2023年2月1日、多臓器不全のため死去。82歳没。死没日付で正四位に叙された。
笹月は「ヒト免疫遺伝学」の先駆的研究者と知られ、その専門はヒト白血球型抗原 (Human Leukocyte Antigen; HLA) による数々の免疫応答と制御機構である。HLAによる自己免疫疾患・アレルギーなど免疫関連疾患発症機構、HLA不適合による骨髄移植における移植片対宿主病 (Graft Versus Host Disease; GVHD) 発現機構、発がんの遺伝子機構の解明などに及んでいる。

## 受賞
- 1984年 第1回持田記念学術賞
- 1989年 日本人類遺伝学会賞
- 1994年 チバガイギー・リウマチ医学賞[5]
- 1996年 パリ市功労賞（フランス）
- 1999年 日本医師会医学賞
- 2001年 武田医学賞[6]
- 2002年 紫綬褒章
- 2003年 Rose Payne賞（アメリカ）
- 2017年4月 瑞宝重光章

## 主な業績
- T-cell repertoire shaped by a single peptide-ligand causes organ-specific autoimmune disease depending on its thymic expression level. J. Clin. Invest., in press, 2001
- Hematopoietic cell-specific CDM family protein DOCK2 is essential for lymphocyte migration. Nature, 412 : 826-831, 2001
- Identification of susceptibility loci for autoimmune thyroid disease to 5p31-q33 and Hashimoto's thyroiditis to 8q23-q24 by multipoint affected sib-pair linkage analysis in Japan. Hum. Mol. Genet., 10 :1379-1386, 2001
- Quantitation of HLA-A*0201 bound tumor associated antigens on a peptide pulsed B cell line. Hum. Immunol., 62 : 125-132, 2001
- Involvement of deregulated epiregulin expression in tumorigenesis in vivo through activated Ki-ras signaling pathway in human colon cancer cells.Cancer Res., 60:6886-6889, 2000 Fukui Y, et al. : Diversity of T cell repertoire shaped by a single peptide ligand is critically affected by its amino acid residue at a T cell receptor contact. Proc. Natl. Acad. Sci. USA, 97 : 13760-13765, 2000